# Осипенко Іван Федорович
Осипенко Іван Федорович (1920—2011) — радянський господарський, державний та політичний діяч, Герой Соціалістичної Праці.

## Біографія
Народився 1920 року в селі Станіславка.
Учасник Другої світової війни, помічник командира взводу 76-ї стрілецької бригади, командир мінометного розрахунку 82-міліметрового міномета 2-ї мінометної роти 289-го гвардійського стрілецького полку 97-ї гвардійської стрілецької дивізії. З 1946 року — на господарській, громадській та політичній роботі. У 1946—1982 pp. — бригадир польської бригади колгоспу «1 Травня» Котовського району Одеської області Української РСР.
Указом Президії Верховної Ради СРСР від 23 червня 1966 року надано звання Героя Соціалістичної Праці з врученням ордена Леніна та золотої медалі «Серп і Молот».
Помер у Котовську у 2011 році.